# A Sombra da Outra
A Sombra da Outra é um filme brasileiro de 1950 dirigido por Watson Macedo.
Este drama sobre dupla personalidade era o trabalho preferido do diretor Watson Macedo, mais conhecido por suas chanchadas. Para muitas destas, chegou a trabalhar de graça, à espera da chance de fazer o filme.
Desta película só restam negativos em mau estado, que necessitam de urgente restauração, antes que se percam para sempre; de sua história, ficaram apenas alguns artigos publicados na época de seu lançamento.

## Elenco
- Eliana Macedo ... Elza / Helena
- Anselmo Duarte
- Cecy Medina
- Fregolente
- Carlos Cotrim
- Lícia Magna
- Antônio Nobre
- Mário Azevedo
- Navarro de Andrade
- Sérgio de Oliveira
- Ruth de Souza
- Jane Gipsy ... Helena (voz)
- Francisco La Vega
- Mário Lago
- Otávio M. Oliveira
- Neuza Paladino
- Jaziel Pereira
- Rocyr Silveira

## Prêmios e indicações
Associação Brasileira de Cronistas Cinematográficos (1950)
- Vencedor nas categorias[3]:

Melhor Filme
Melhor Ator (Anselmo Duarte)
Crítica do Rio de Janeiro (1951)
- Vencedor na categoria[3]:

Melhor Diretor